# Източни пиеси
„Източни пиеси“ е български игрален филм от 2009 г., отличен на международни кино-фестивали. Филмът е пълнометражният дебют на режисьора Камен Калев, възпитаник на филмовото училище Ла Фемис, Франция. Участват Христо Христов, Ованес Торосян, Саадет Ъшъл Аксой и Николина Янчева.
Българската премиера на филма е на 6 октомври 2009 г. в Бургас и на 16 октомври 2009 г. в София. За първи път е представен на филмовия фестивал в Сараево. Филмът прави премиера също и на Филмовия фестивал в Кан през 2009 г. „Източни пиеси“ е първият български филм в официалната селекция на фестивала в Кан от 1990 година насам.

## Сюжет
„Източни пиеси“ е история за двама отчуждили се братя, Христо или „Ицо“ (Христо Христов), борещ се с метадонова зависимост художник-дърворезбар, и Георги (Ованес Торосян), въвлечен в нацистка банда гимназист. Изгубили връзка помежду си, братята внезапно са изправени един срещу друг в конфликт с расови противоречия. Георги, член на нео-нацистка групировка, участва в сблъсък, докато Ицо е страничен наблюдател и успява да спаси едно турско семейство. От Георги се очаква активно участие в по-големи акции и той поставя под съмнение сериозната си ангажираност в групировката, докато Ицо си задава въпроса дали красивото турско момиче, спасено от него, не би могло да го спаси от тъжния му живот в София. Единственият начин двамата братя да разберат какво всъщност искат от живота си, е да открият отново път към себе си и към другия.
Филмът е сниман основно в София, а някои сцени в Истанбул. Пост-продукцията е извършена на лаптоп, поради ограничения бюджет. 

## Продукция
„Източни пиеси“ е пълнометражен игрален филм, реализиран без държавно финансиране. Филмът е продукция на Камен Калев и Стефан Пирьов ("УотерФронт филм) и на Фредерик Зандер (Чимней Пот). Ко-продуценти на филма са Ангел Христанов от „Арт Етърнал“ и Томас Ескилсон от „Филм и Васт“, Швеция. Оператор е Юлиян Атанасов.
По-голямата част от актьорите във филма не са професионалисти, включително главната мъжка роля на дебютанта Христо Христов, който играе себе си във филма и който почива от свръхдоза към края на снимките. Във филма са показани истинските апартамент и резбарско ателие на Христо Христов, както и негови реални творби от дърворезба. Николина Янчева, завършила класа на Стефан Данаилов в НАТФИЗ, също играе себе си във филма. Турската актриса Саадет Ишил Аксой дава името на героинята си.
В саундтрака на филма участват две песни на авангардната група Насекомикс – „Инжектирай ме с любов“ и „Lady Song“, включена е и оригинална музика на френския композитор Жан-Пол Вал.

## Актьорски състав
Роли във филма изпълняват актьорите:
- Христо Христов † – Ицо
- Ованес Торосян – Георги
- Николина Янчева – Ники
- Саадет Ъшъл Аксой – Ъшъл
- Иван Налбантов – бащата
- Красимира Демирова – мащехата
- Карем Атабейоглу – бащата на Ишил
- Хадидже Аслан – майката на Ишил
- Александър Раданов (Сашо Индианеца †) – Дрега
- Анжела Недялкова – Анжела
- Чавдар Соколов – Рибата
- Велислав Павлов – Койно
- Иван Витков – психиатъра

## Отличия
- Международен филмов фестивал Токио 2009[8][9]
  - Голямата награда „Tokyo Sakura“ (Най-добър филм)
  - Най-добър режисьор (Камен Калев)
  - Най-добър актьор (Христо Христов, посмъртно)
- Филмов фестивал Сараево 2009[10]
  - Награда CICAE
- Филмов фестивал Златния портокал, Анталия 2009[11]
  - Награда на младежкото жури
- Международен филмов фестивал, Варшава 2009[12]
  - Награда от конкурса 1-2 (режисьорски конкурс за дебютни филми)
- Международен филмов фестивал, Братислава 2009 [13][14]
  - Най-добър актьор (Христо Христов)
  - Най-добър режисьор (Камен Калев)
  - Награда на икуменическото жури (Камен Калев)
- Филмов фестивал Ещорил 2009 [15]
  - Специална награда на журито — João Bénard da Costa (поделена с 'Момичето')
- Филмов фестивал Триест – Alpe Adria Cinema 2010 [16]
  - Награда CEI
- Европейски фестивал за дебютни филми Анже 2010 [17]
  - Голяма награда на журито за пълнометражен филм (Ex-aequo) (поделена с 'La Pivellina')
- Международен фестивал на любовния филм в Монс 2010 [18]
  - Награда на публиката – Prix Be TV
- София филм фест 2010[19]
  - Награда Кодак за най-добър български игрален филм
- Лас Палмас филмов фестивал 2010[20]
  - Най-добър режисьорски дебют (Камен Калев)